# Cyber Girl

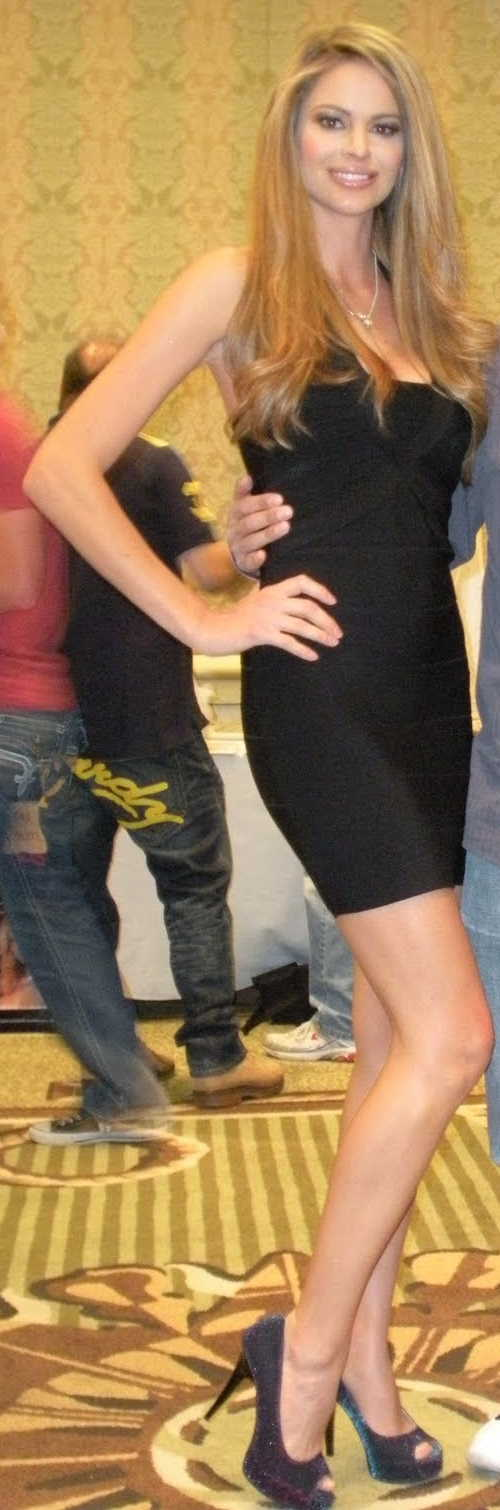
Ex-Cyber girl Beth Williams que esporádicamente ahora es la Playmate de agosto de 2012.

Una Cyber Girl o también Cybergirl es aquella modelo que posa para Playboy pero en línea, estas ejemplares son nombradas inicialmente como Cyber girl de la Semana pero más tarde decidieron nombrarlas también como las Playmates por cada mes también, y a su vez Cyber girl del Año.
Estas también pueden tener un centerfold con contenido mucho más explícito a diferencias que las playmates, las cyber girl inicialmente posan para la semana y luego pasan a ser Cyber girl del mes pasando una elección de votos por los miembro de la página central de Playboy llama Playboy Cyber Club que también a su vez vuelven a pasar para ser Cyber girl del año.

## Cyber girls pioneras
- La primera cyber girl más joven en posar fue Rose Marie a los 18 años, en 18 de mayo de 2003.
- La primera cyber girl asiática fue Tila Tequila, en agosto de 2002.
- La primera cyber girl en tener una hermana como playmate fue Amy McCarthy hermana de Jenny McCarthy, en enero de 2003.
- Las primeras cyber girls en ser gemelas fueron Rikki y Vicki Ikki, en julio de 2005
- La primera cyber girl en ser hija de una Playmate es Farrah Mancini hija de Terri Kimball, en noviembre de 2003.

## Cyber girls famosas
- Megan Hauserman (modelo y actriz), julio de 2007.
- Tila Tequila (modelo y personalidad televisiva), agosto de 2002.
- Bridget Marquardt (modelo, personalidad televisiva y exnovia del fundador Hugh Hefner), noviembre de 2002.
- Candice Michelle (luchadora de la WWE), semana del 17 de junio de 2002.
- Amy McCarthy (modelo y hermana de la actriz y playmate Jenny McCarthy), enero de 2005.

## Cyber girls del año
- Erika Michelle Barré en 2002.
- Merritt Cabal en 2003.
- Alicia Burley en 2004.
- Amy Sue Cooper en 2005.
- Monica Leigh en 2006.
- Breann McGregor en 2007.
- Jo García en 2008.
- Sharae Spears en 2009.
- Tess Taylor en 2010.
- Bethanie Badertscher en 2011.
- Leanna Decker en 2012.
- Jennifer Vaughn en 2013.
- Elizabeth Marxs en 2014.
- Khloë Terae en 2015.
- Gia Ramey-Gay en 2016.
- Tahlia Paris en 2017.